# 江戸を斬る 梓右近隠密帳
『江戸を斬る 梓右近隠密帳』（えどをきる あずさうこんおんみつちょう）は、1973年9月24日から1974年3月25日まで、TBS系で毎週月曜20:00 - 20:55（JST）の『ナショナル劇場（後にパナソニック ドラマシアター→月曜ミステリーシアター）』で放送された時代劇のタイトル。制作はC.A.L。全26話。本項では、『江戸を斬る』シリーズの中から、竹脇無我が主演した第1部について説明する。なお、第2部以降は江戸町奉行遠山金四郎の物語となり、本作の世界観とのつながりはない。

## 概要
徳川家光の異母弟、梓右近（竹脇無我）を主人公としており、また右近は保科正之の双子の弟との設定もなされている。右近は、普段は浪人暮らし（瓦版づくりや荷運びなど）をしているが、必要な場合は、家光より渡された懐剣で身分を明かす（「『水戸黄門』の印籠」と同様の効果）。松坂慶子が柳生奈美（柳生十兵衛の妹）役で出演している。松坂はその後第2部 - 第6部でヒロインを演じている。第1部を通した宿敵として、成田三樹夫演ずる由井正雪が登場する。講談・史実（『鍵屋の辻の決闘』の荒木又右衛門、八百屋お七）などで著名な人物・事件が各エピソードに取り入れられ、その背後で由井正雪が暗躍しているとの設定でストーリーが展開される。本シリーズ第1部のみ、音楽は山下毅雄が担当している。第1部に主題歌は存在せずメインテーマのみで『大岡越前』（山下が第1部より音楽を担当）第14部第16話「兄が願った妹の幸せ」の劇中BGMに流用されているほか、他の劇中BGMも『大岡越前第4部』以降に流用されている。また逆に『大岡越前』メインテーマも、第5話「和蘭陀囃子の謎」の劇中BGM（オルゴール音）として流用されている。本シリーズの第1作であるが、第2部以降は、設定が一新されたため、本作の続編は製作されていない。1990年代以降の再放送では所々音声が途切れたりや場面の切り替わりが一部不自然な部分がある。これは1980年代のTBSの午後の時間帯での再放送に際して再放送枠に合わせてフィルムの短縮作業が行なわれたためだが、この作業はオリジナルネガを使って行なわれたため、現在は全長版のネガは現存しない（東野版の水戸黄門や大岡越前の初期の部においても同様の処理がされている）。2010年代以降は2012年ごろBS-TBSにて再放送、TBSチャンネルでは2015年1月29日より再放送が行われた。TBSチャンネルのCMでは｢これが初放送｣との旨の宣伝が行われた。
BS-TBSにおける本番組の扱いは、2011年から2012年にかけて、『江戸を斬る』第2部以降第8部までが放送されており、その後、第1部に相当する『江戸を斬る 梓右近隠密帳』が放送された。二度目の『江戸を斬る』シリーズの再放送（2014年ごろ）の際は第1部の放送は行われなかった。そのため、2016年4月5日からの再放送が同局では二度目の再放送となり、また第1部から順番に放送するのも、これが初めてとなる。

## 出演者

### メインレギュラー
- 梓右近：竹脇無我
- 柳生奈美：松坂慶子（第1話 - 第2話、第7話、第11話、第14話 - 第15話、第22話）
- 葵小僧新助[3]：松山英太郎（第1話 - 第13話、第15話 - 第16話、第18話 - 第22話、第25話 - 第26話）
- 一心太助：松山省二（第1話 - 第3話、第7話 - 第8話、第11話、第15話、第17話、第21話、第26話）
- お艶：鮎川いづみ（第1話 - 第6話、第8話、第10話 - 第11話、第13話、第15話、第19話、第21話、第23話 - 第24話、第26話）
- 小夜：榊原るみ（第1話 - 第19話、第22話 - 第26話）
- 仏の長兵衛：大坂志郎（第1話 - 第7話、第9話 - 第14話、第16話 - 第19話、第22話 - 第26話）
- 柳生十兵衛：若林豪（第1話、第9話 - 第11話、第14話、第25話 - 第26話）
- がってん竹：高橋元太郎（第1話 - 第19話、第23話 - 第26話）
- 金井半兵衛：川辺久造（第1話、第6話、第9話 - 第10話、第12話、第14話 - 第15話、第20話、第22話 - 第26話）
- 林戸右衛門：伊吹聡太朗（第1話 - 第2話、第6話 - 第7話、第10話 - 第12話、第14話 - 第15話、第19話、第22話、第24話 - 第26話）
- 笹尾喜内：牟田悌三（第1話 - 第3話、第7話 - 第8話、第12話、第15話、第17話、第19話、第21話、第24話、第26話）
- 由井正雪：成田三樹夫（第1話 - 第3話、第6話 - 第7話、第9話 - 第12話、第14話 - 第15話、第19話、第21話 - 第26話）
- のっそり松：浅若芳太郎（第1話 - 第19話、第23話 - 第26話）
- お仲：津山登志子（第2話 - 第3話、第7話 - 第8話、第11話、第15話、第17話、第26話）
- 大久保彦左衛門：片岡千惠藏（特別出演）（第1話 - 第3話、第8話 - 第9話、第12話、第15話、第17話 - 第19話、第21話、第24話 - 第26話）

### 準レギュラー
- 保科正之：竹脇無我（第1話 - 第2話、第10話、第26話）
- 松平伊豆守：神山繁（第1話 - 第2話、第6話、第14話、第16話、第20話、第25話 - 第26話）
- 徳川家光：長谷川哲夫（第1話 - 第2話、第6話、第10話、第16話、第18話 - 第20話、第25話 - 第26話）
- 徳川頼宣：江原真二郎（第10話、第25話 - 第26話）
- 土井大炊頭利勝：水島道太郎（第10話、第16話、第25話）、宇佐美淳也（第19話）
- 石谷十蔵貞清：中村竹弥（第2話、第5話、第7話、第13話、第19話、第23話、第25話 - 第26話）
- 柳生但馬守宗矩：志村喬（第1話、第9話 - 第10話、第14話 - 第15話、第22話、第24話 - 第25話）
- 丸橋忠弥：加東大介（第1話 - 第2話、第4話、第15話、第26話）
- 安藤帯刀：島田正吾（第25話 - 第26話）

## スタッフ
- 原作：葉村彰子（クレジットは第4話まで）
- 脚本：葉村彰子（第1話～第4話、第6話、第8話、第15話、第23話～第26話）、さわさかえ（第5話、第13話、第20話、第22話）、山内鉄也（第7話）、宮川一郎（第9話～第10話、第18話）、大西信行（第11話）、津田幸夫（第12話、第17話）、稲垣俊（第14話）、安藤日出男（第16話、第19話）、木下亮（第21話）
- 音楽：山下毅雄
- ナレーター：芥川隆行
- 特技：宍戸大全
- 監督：山内鉄也（第1話～第4話、第6話～第7話、第11話、第14話～第16話、第19話～第20話、第25話～第26話）、小沢茂弘（第5話、第9話）、内出好吉（第8話、第10話、第12話～第13話、第23話～第24話）、倉田準二（第17話～第18話）、石川義寛（第21話～第22話）
- プロデューサー：逸見稔（ノンクレジット）、西村俊一、郡進剛
- 撮影：萩屋信、河原崎隆夫、原田裕平、並河孝治
- 照明：岩見秀夫、井口雅雄
- 録音：面屋竜憲、渡部芳丈、西川潔、神戸孝憲
- 美術：鈴木孝俊
- 助監督：居川靖彦、矢田清巳、渡辺譲、高倉祐二
- 記録：高橋たつ子、大原より子、川島庸子、木下洋子
- 編集：河合勝巳
- 擬斗：上野隆三、三好郁夫、菅原俊夫（東映剣会）
- 衣裳：東京衣裳
- 美粧・結髪：東和美粧
- 装飾：関西美工
- 装置：野瀬善和
- 邦楽監修：中本敏生
- 能楽：邦楽新生会（第20話）
- 演技事務：本多和雄
- 進行主任：持田久仁、上田耕太郎、山田勝、杉浦満洲男
- 現像：東洋現像所
- 制作協力：東映
- 制作：C.A.L

## その他
- 『水戸黄門』シリーズを除く同放送枠の前回作である『大岡越前第3部』から引き続きレギュラー出演している俳優は、竹脇無我、高橋元太郎、松山英太郎、中村竹弥、志村喬、大坂志郎、片岡千惠藏の7人。また、『大岡越前』の主演である加藤剛もゲスト出演した。